# Camapuã (kommun)
Camapuã är en kommun i Brasilien.   Den ligger i delstaten Mato Grosso do Sul, i den södra delen av landet, 700 km sydväst om huvudstaden Brasília. Antalet invånare är 13 648.
Följande samhällen finns i Camapuã:
- Camapuã

Omgivningarna runt Camapuã är huvudsakligen savann. Trakten runt Camapuã är nära nog obefolkad, med mindre än två invånare per kvadratkilometer.